# Église Notre-Dame de Morsalines
Pour les articles homonymes, voir Église Notre-Dame.
L'église Notre-Dame de Morsalines est un édifice catholique, des XVe, XVIIe – XVIIIe siècles, qui se dresse sur le territoire de l'ancienne commune française de Morsalines, dans le département de la Manche, en région Normandie. Elle est inscrite au titre des monuments historiques.

## Localisation
L'église Notre-Dame, au bord de la baie de Saint-Vaast, est située au bourg de Morsalines, au sein de la commune nouvelle de Quettehou, dans le département français de la Manche. De son sommet, on pouvait surveiller l'horizon marin.

## Historique
Des travaux de fortification ont lieu sur le clocher au XVIIe siècle pour les milices gardes-côtes. La nef et le chœur sont reconstruits le siècle suivant, alors que l'église fut reconstruite et agrandie aux XVIIe et XVIIIe siècles.

## Description
Le clocher à encorbellement serait, selon Edmond Thin, contemporain de celui de Quettehou (fin XVe siècle). On pouvait s'y retrancher à l'aide d'une échelle amovible.
Sur les contreforts de l'église, en pierre calcaire, ainsi que sur les piliers de l'entrée est du cimetière sont gravés plusieurs graffiti de bateaux (ex-voto).

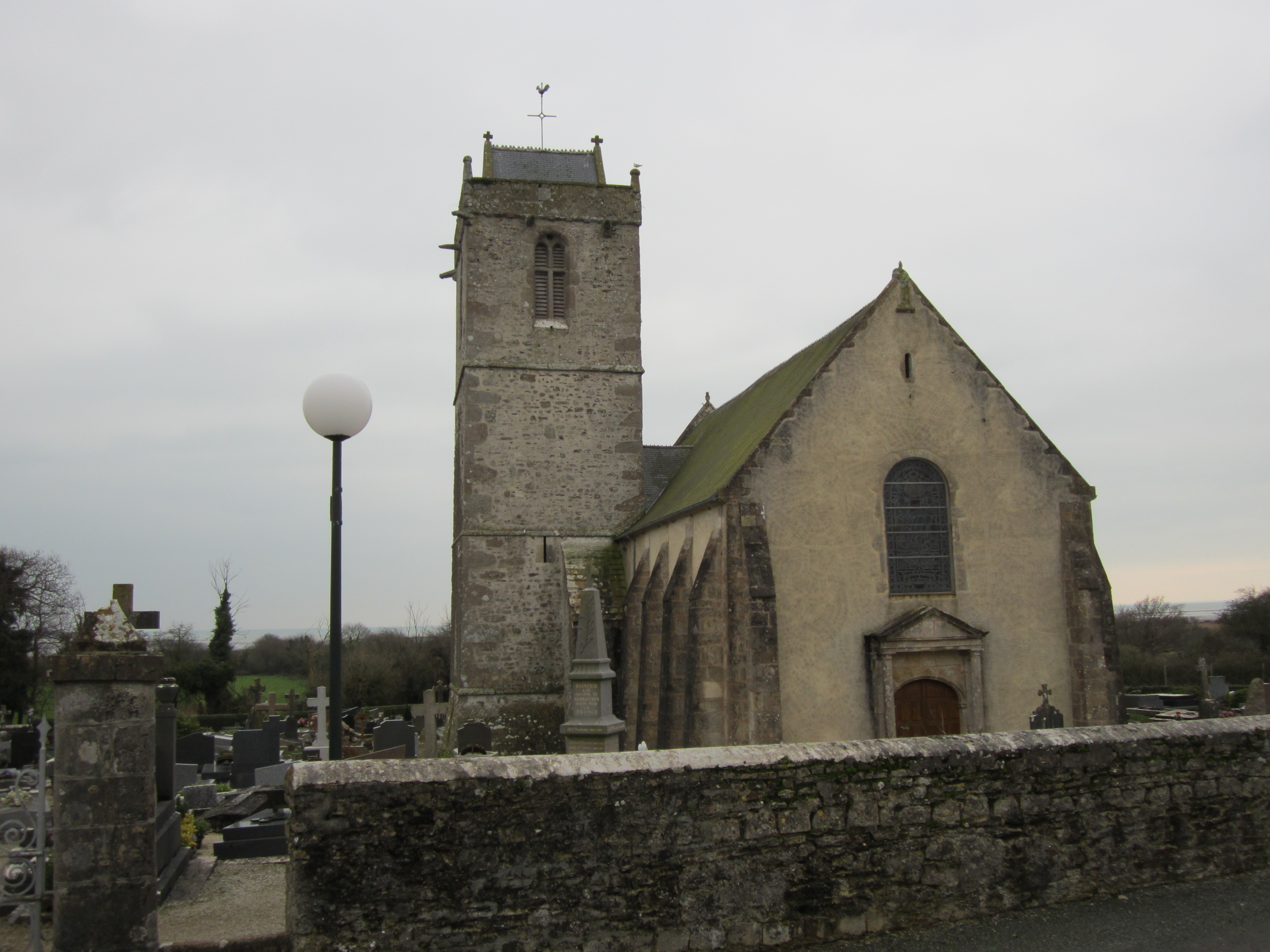
Vue générale.
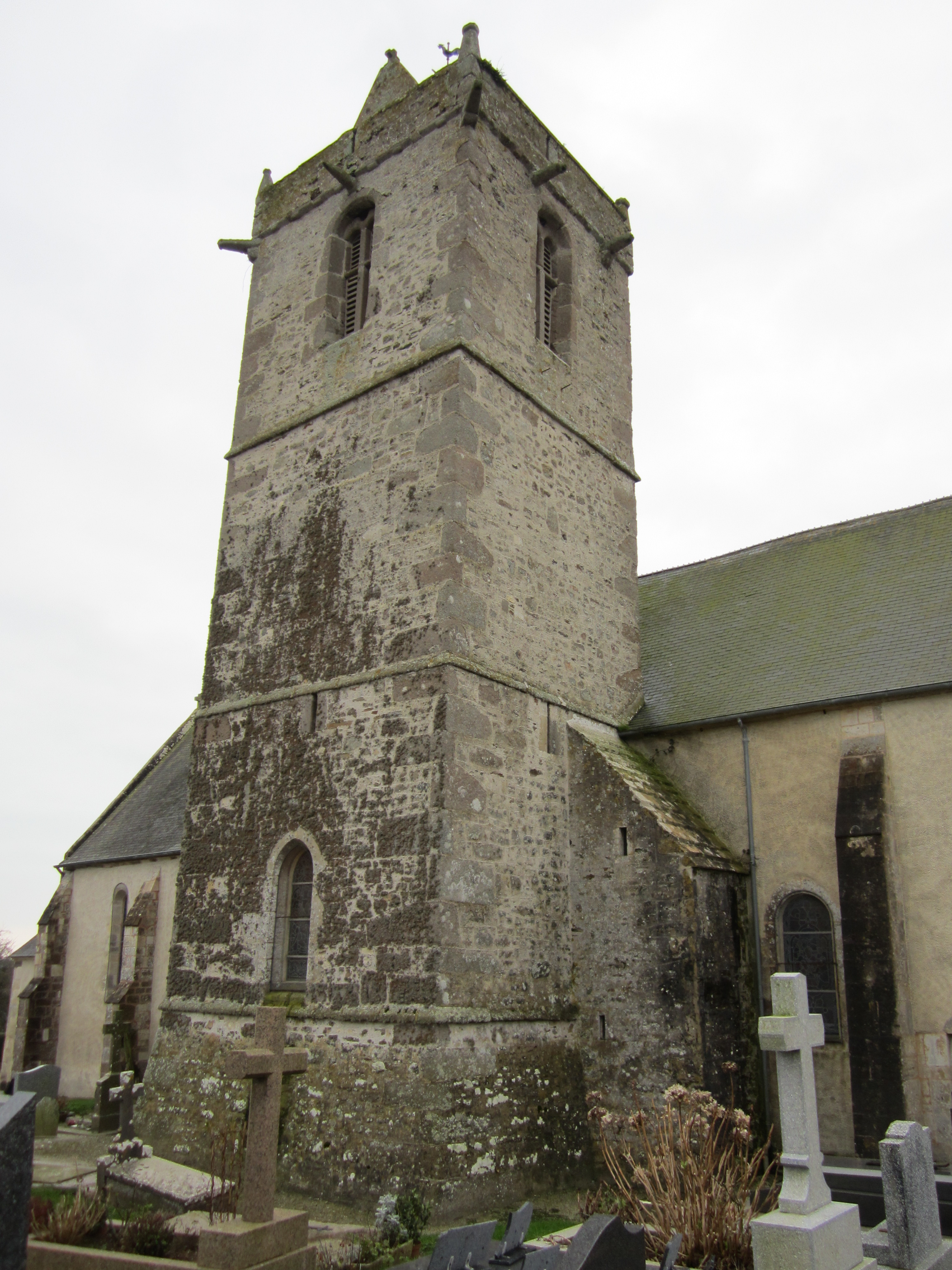
Le clocher fortifié.
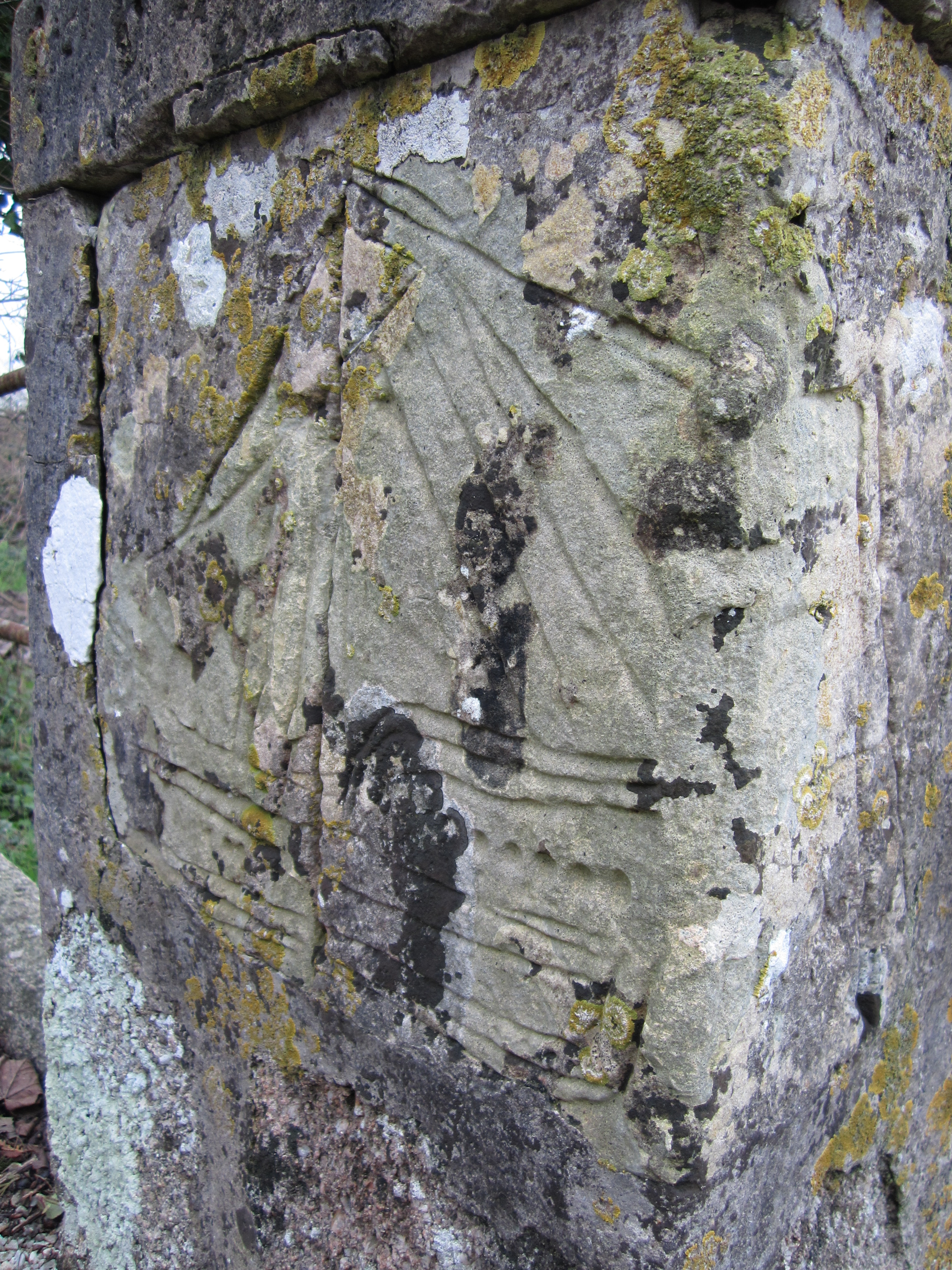
Un graffiti marin.

## Protection
L'église est inscrite au titre des monuments historiques par arrêté du 25 janvier 1994.

## Mobilier
Elle abrite plusieurs oeuvres dont trois sont classées au titre objet aux monuments historiques : le retable baroque du maître-autel daté du début du XVIIIe siècle (1743) exécuté par Jean Le Comte, artiste de Carquebut, d'une rare abondance, un chasublier du XVIIIe siècle, ainsi que dans la chapelle de gauche, sur le retable de l'autel latéral, une statue de sainte Barbe en pierre polychrome du XVIIIe siècle,.
Sont également conservés de beaux fonts baptismaux, une chaire à prêcher, le maître-autel et les autels latéraux (XVIIIe), une statue d'un saint Évêque encastrée dans la façade ouest (XVe) et une verrière (XXe) de Charles et François Lorin.